# هيدي ماسنغ
هيدي ماسنغ (تُعرف أيضًا ب «هيدي إيسلر»، و«هيدي غومبيرز») (6 يناير 1900 - 8 مارس 1981)، ممثلة نمساوية في فيينا وبرلين، وشيوعية، وعميلة لدى المخابرات السوفييتية في أوروبا والولايات المتحدة خلال فترة الحرب في ثلاثينات وأربعينات القرن الماضي. وبعد الحرب العالمية الثانية، تخلّت عن العمالة السرية للاتحاد السوفييتي. وقد برزت في الساحة بعد أن أدلت بشهادتها في القضية الثانية لألجر هيس في عام 1949؛ ولاحقًا، قامت بنشر روايات عن العمالة.

## حياتها
فيينا: ولدت ماسينغ في عام 1900 لأب بولندي وأم نمساوية في فيينا. وتسبب زواج والديها غير السعيد (الذي كان ناجمًا إلى حد كبير عن استمرار والدها في مغازلة النساء) في ابتعادها عن أسرتها. كان لديها أخ اسمه والتر، أصغر بسبع سنوات منها، وأخت اسمها إيلي وهي أصغر بتسعة أعوام. وبعد أن أنهت دراستها الثانوية، تدربت في متجر لصناعة القبّعات. أعاد حضورها للمحاضرات العامة الصيفية المقدمة من كارل كراوس لفت اهتمامها بالأدب. وقد تقدمت بطلب وحصلت على منحة دراسية في الأدب الدرامي في مسرح بورغمسرح، مما أدى في النهاية إلى بداية مسيرتها كممثلة. عند دخولها إلى المسرح الأدبي، التقت ببيتر التنبرغ، واليزابيث بيرغنر، وفرانز فيرفيل، وألبرت إهرنشتاين وزوجها الأول جيرهارت إيسلر. وقد دعاها إيسلر إلى الانضمام إلى حياته كشيوعي وترك أسرتها والعيش معه في منزل والديه في زواج حزبي. وفي عام 1920، عندما تلقى ايسلر دعوة للعمل في برلين، تزوّجا زواجًا مدنيًّا في ديسمبر من عام 1920.
وفي يناير 1921، أصبح غيرهارت إيسلر محرراً مساعداً في صحيفة دي روتي فاهني. وكانت الصحيفة اليسارية الرائدة في ألمانيا. وانتقل إلى برلين وانضم إلى الحزب الشيوعي الألماني. أصبحت هيدي أكثر انخراطًا في السياسة وقضت ساعات في مناقشة الأمور السياسية مع زوجها وأختها غير الشقيقة، روث فيشر. «قرأت عن الثورة الروسية، عن لينين وفيفيرا فيغنر، التي أصبحت بمثابة الرموز لي؛ وتعلمت أن أحب فكرة الاشتراكية وفكرة حياة أفضل للجميع. صحيح أنني لم أواجه واقع العمل اليومي داخل الحركة. لم أتحرك إلا في الطبقة العليا للشيوعيين».
برلين: غادرت ماسنغ وايسلر فيينا متوجهين إلى برلين في مطلع يناير 1921، وذلك حتى يتمكن لايسلر أن يقبل بمنصب محرر في صحيفة روتي فاهني. كما وصعد بشكل سريع في صفوف الحزب الشيوعي الألماني (KPD) حيث كانت شقيقته روث فيشر عضوا شيوعيا في الرايخستاغ الألماني. واصلت ماسنغ مسيرتها في التمثيل بينما عاشت حياة منزلية وسط القيادة العليا للحزب الشيوعي الألماني. وكثيرا ما قادهم اختلاف حياتهم المهنية إلى العيش بعيدين عن بعضيهما؛ افترقا عن بعضيهما عندما انتقلت ماسنغ إلى ضواحي برلين خلال فترة طويلة من المرض. وهناك التقت جوليان جومبيرز وبدأت تعيش معه في عام 1924 في مقاطعة ليتشترفيلد الغربية. كان جومبيرز مديرًا لمالك فيرلاج، وهي من أوائل دور نشر الكتب الورقية في أوروبا. وجلبت ماسنغ أختها الصغرى إيلي للعيش معها وإنهاء دراستها. وعندما جاء إيسلر ليعيش مع ماسنج وغومبيرز بعد الانهيار الاقتصادي في وايمار بألمانيا، أصبح هو وإيلي عشاقا ثم تزوجا. وفي غضون ذلك، أصبح غومبرز بحلول عام 1925 رئيس «كل منشورات الحزب الشيوعي الألماني»، ولكنه استقال في عام 1926 بسبب عدم الرضا عن الاتحاد السوفياتي، الذي كان يسافر إليه كثيرا للعمل.
نيويورك: سافرت ماسنغ وغومبيرز إلى الولايات المتحدة في أغسطس 1926. وعند وصولهم إلى مدينة نيويورك، التقوا مع نظرائهم الشيوعيين الأميركيين. والتقوا كينيث دورانت ومايك غولد وهيلين بلاك (ممثلة وكالة الصور السوفيتية) وسافروا إلى ميل فالي، ثم سافروا إلى لوس أنجلس وباسادينا (حيث التقى جومبيرز بأوبتون سنكلير) قبل العودة إلى نيويورك. ولكن مالهم بدأ ينفد. تمكن مايك غولد من الحصول على وظيفة لماسنغ في بليسانتفيل، نيويورك في دار للأيتام؛ وهناك، أصبحت ماسنغ مهتمة بفرويد والسلوك الإنساني. وفي الوقت نفسه قرر جومبيرز العودة إلى ألمانيا للحصول على درجة الدكتوراه في معهد الأبحاث الاجتماعية في فرانكفورت. وقبل ذلك، تزوّج الاثنان في ديسمبر 1927 — وأنقذت الجنسية الأمريكية حياة ماسنغ في موسكو عام 1938.
فرانكفورت: ثم عادوا إلى ألمانيا (فرانكفورت)، حيث أصبح جومبيرز خبيراً اقتصاديّاً في مدرسة فرانكفورت، ثم انفصلوا بعد ذلك. ذهبت هيدي ماسنغ للعيش مع بول ماسنغ. ووظف ريتشارد سورج هيدي ماسنغ في هيئة الاستخبارات السوفييتية، حيث عملت تحت حكم لودفيج (إغناطيس ريس).
موسكو: أصيب هيدي وبول ماسينج بخيبة الأمل من الحياة في الاتحاد السوفييتي تحت حكم جوزيف ستالين. "وفي عامي 1930 و1931 كان الجميع يشعر بالجوع، ولم يكن لهم ملابس، ولا أسرّة ملائمة.."  وفي هذه الوقت أيضًا، طُلب من الأطفال التجسس على آبائهم؛ أو الإبلاغ عن حالات سلبية أو ملاحظات مهينة أو توجهات دينية"
نيويورك: أصبحت هيدي وبول ماسنغ لاحقًا عضوين في المفوضية الشعبية للشؤون الداخلية وعملا في الولايات المتحدة تحت إشراف الضابط السوفييتي فريد (بوريس بازاروف)، ومقره نيويورك. وكلفت هيدي ماسنغ بعدة مهام، منها مهمة التجسس بين الولايات المتحدة وأوروبا.
واشنطن: غير أن واجبها الأهم يتمثل في تجنيد العميل، وهو عمل قامت به بمهارة عالية. فقد استغلت الإيديولوجيات، وخاصة للمشاعر القوية المعادية للنازية والتي أطلقها الليبراليون من حزب نيو ديل الذين هيمنوا على مشهد إدارة روزفلت في أوائل ثلاثينيات القرن العشرين. وكانت لورانس دوجان من بين عملائها المجندين. في عام 1935، وفي اجتماع لخلية تابعة للحزب الشيوعي الأميركي في بيت خاص، تجادلت ماسنغ مع ألجر هيس حول ما إذا كان نويل فيلد، وهو جاسوس لوزارة الخارجية، فيما إذا كان لابد أن يعمل مع مجموعتها أو مع مديرية المخابرات الرئيسية. وشهدت ماسنغ على تلك الواقعة في المحاكمة الثانية لالغر هيس في نوفمبر 1949. أنكر نويل فيلد ذلك دائماً، ولكن يبدو من الواضح أنه غير شهادته أكثر من مرة، تبعا للوقت والظروف.
وقد توفيت ماسنغ بسبب الاختناق في منزلها في ساحة واشنطن في مدينة نيويورك يوم الأحد، 8 مارس 1981.

## التخلّي عن بلدها
ذكرت ماسنغ في مذكراتها أنها غادرت جهاز الاستخبارات السوفييتي في أواخر الثلاثينات بعد أن أصابتها خيبة أمل من قادتها الروس والمحاكمات الستالينية. ولم ينتهِ عملها الاستخباراتي إلا بالحرب، وفي عام 1949، أدلت بشهادتها في المحاكمة الثانية لألغر هيس.